# Kōnstantinos Stergiou
Kōnstantinos Stergiou (in greco Κωνσταντίνος Στεργίου?; ...) è un politico greco, membro del Parlamento Ellenico e del Partito Comunista di Grecia.